# Марті Верхес
Марті Верхес (ісп. Martí Vergés, 8 березня 1934, Відререс — 17 лютого 2021) — іспанський каталонський футболіст, що грав на позиції півзахисника.
Більшу частину кар'єри виступав за клуб «Барселона», з яким став дворазовим чемпіоном Іспанії та триразовим володарем Кубка Іспанії та Кубка ярмарків, а також національну збірну Іспанії, у складі якої був учасником чемпіонату світу.

## Клубна кар'єра
У дорослому футболі дебютував 1953 року виступами за барселонську команду «Еспанья Індустріаль», яка 1956 року виграла Сегунду і вперше у своїй історії вийшла до Ла Ліги. Однак він не зіграв за цю команду у вищому дивізіоні, оскільки напередодні нового сезону перейшов до головної команди міста, клубу «Барселона», кольори якої і захищав аж до завершення своєї кар'єри гравця у 1966 році. 12 жовтня того ж року на «Камп Ноу» разом з товаришем по команді Сігфрідом Грасією провів прощальний матч, де їх команда зіграла внічию з «Бенфікою» 1:1.
Він дебютував у Прімері 23 вересня 1956 року в матчі проти «Атлетіко Мадрид» (7:3), а востаннє зіграв за «Барсу» 3 квітня 1964 року у грі проти «Лас-Пальмаса» (2-3). Загалом він провів за каталонців 372 матчі та забив 43 голи в усіх турнірах. За цей час двічі виборював титул чемпіона Іспанії в 1959 і 1960 роках, а також по три рази ставав володарем Кубка Іспанії та Кубка ярмарків. 

## Виступи за збірну
8 травня 1957 року дебютував в офіційних іграх у складі національної збірної Іспанії в матчі кваліфікації до чемпіонату світу з Шотландією (2:4).
У складі збірної був учасником чемпіонату світу 1962 року у Чилі. На турнірі він зіграв у двох іграх — проти Мексики та Бразилії, які і стали його останнімм матчами за збірну. Загалом протягом кар'єри у національній команді, яка тривала 6 років, провів у її формі 12 матчів, забивши 2 голи.
Також зіграв три матчі і забив 1 гол за збірну Каталонії, 1955 року зіграв три гри за аматорську збірну Іспанії, а у 1956—1958 роках зіграв 4 гри за другу збірну Іспанії.

## Статистика

### Клубная
| Виступи               | Виступи           | Виступи           | Чемпіонат | Чемпіонат | Кубок | Кубок | Єврокубки | Єврокубки | Інше | Інше | Всього | Всього |
| Клуб                  | Ліга              | Сезон             | Ігри      | Голи      | Ігри  | Голи  | Ігри      | Голи      | Ігри | Голи | Ігри   | Голи   |
| --------------------- | ----------------- | ----------------- | --------- | --------- | ----- | ----- | --------- | --------- | ---- | ---- | ------ | ------ |
| «Еспанья Індустріаль» | Сегунда Дивізіон  | 1953/54           | 6         | 0         | 0     | 0     | —         | —         | —    | —    | 6      | 0      |
| «Еспанья Індустріаль» | Сегунда Дивізіон  | 1954/55           | 23        | 1         | 0     | 0     | —         | —         | —    | —    | 23     | 1      |
| «Еспанья Індустріаль» | Сегунда Дивізіон  | 1955/56           | 30        | 1         | 0     | 0     | —         | —         | 10   | 0    | 40     | 1      |
| «Еспанья Індустріаль» | Всього            | Всього            | 59        | 2         | 0     | 0     | 0         | 0         | 10   | 0    | 69     | 2      |
| «Барселона»           | Ла-Ліга           | 1956/57           | 21        | 1         | 7     | 1     | 0         | 0         | —    | —    | 28     | 2      |
| «Барселона»           | Ла-Ліга           | 1957/58           | 25        | 1         | 2     | 0     | 4         | 1         | —    | —    | 31     | 2      |
| «Барселона»           | Ла-Ліга           | 1958/59           | 10        | 2         | 1     | 0     | 0         | 0         | —    | —    | 11     | 2      |
| «Барселона»           | Ла-Ліга           | 1959/60           | 17        | 5         | 6     | 0     | 7         | 1         | —    | —    | 30     | 6      |
| «Барселона»           | Ла-Ліга           | 1960/61           | 26        | 0         | 3     | 0     | 13        | 1         | —    | —    | 42     | 1      |
| «Барселона»           | Ла-Ліга           | 1961/62           | 13        | 4         | 6     | 4     | 6         | 0         | —    | —    | 25     | 8      |
| «Барселона»           | Ла-Ліга           | 1962/63           | 16        | 1         | 4     | 1     | 5         | 0         | —    | —    | 25     | 2      |
| «Барселона»           | Ла-Ліга           | 1963/64           | 13        | 0         | 8     | 0     | 3         | 0         | —    | —    | 24     | 0      |
| «Барселона»           | Ла-Ліга           | 1964/65           | 28        | 0         | 6     | 1     | 7         | 0         | —    | —    | 41     | 1      |
| «Барселона»           | Ла-Ліга           | 1965/66           | 20        | 1         | 2     | 0     | 6         | 1         | —    | —    | 28     | 2      |
| «Барселона»           | Всього            | Всього            | 189       | 15        | 45    | 7     | 51        | 4         | 0    | 0    | 285    | 26     |
| Всього за кар'єру     | Всього за кар'єру | Всього за кар'єру | 248       | 17        | 45    | 7     | 51        | 4         | 10   | 0    | 354    | 28     |

## Титули і досягнення
- Чемпіон Іспанії (2):

«Барселона»: 1958–59, 1959–60
- Володар Кубка Іспанії (3):

«Барселона»: 1957, 1958–59, 1962–63
- Володар Кубка ярмарків (3):

«Барселона»: 1955–58, 1958–60, 1965–66